# Charlotte Feige
Charlotte Feige (auch Karoline Feige, geb. Koppe; 1788 in Berlin – 6. Dezember 1858 in Kassel) war eine deutsche Theaterschauspielerin.

## Leben
Charlotte Feige spielte von 1814 bis 1822 in Kassel jugendlich muntere Liebhaberinnen mit großem Erfolg und von 1822 bis 1829 im Fache der Anstandsdamen zur allgemeinen Zufriedenheit. Dann verließ sie Bühne (Abschiedsrolle „Orsina“) für immer. Sie starb am 6. Dezember 1858 in Kassel.
Verheiratet war sie ab 1807 mit dem Schauspieler und Theaterintendanten Karl Feige.